# Teagan Presley
Pour les articles homonymes, voir Presley (homonymie).
Teagan Presley est le nom de scène d'une actrice américaine de films pornographiques primée de nombreuses fois.

## Biographie
Teagan Presley, de son nom patronymique Ashley Ann Erickson, est née le 24 juillet 1985,  à The Woodlands, Texas, États-Unis. Elle est l'aînée d'une fratrie comprenant trois frères et trois sœurs. Elle aide sa mère à les éduquer. Elle commence la danse et la gymnastique à l'âge de sept ans puis déménage avec sa famille à Mission Viejo, Californie. Elle est alors âgée de 15 ans et suit des cours au collège avant de commencer sa carrière dans la pornographie
Teagan est une pom-pom girl très en vue dans son école, et représente les États-Unis dans des rencontres de danse et de gymnastique au Danemark puis en Allemagne. Elle participe ensuite à des compétitions nationales jusqu’à l’âge de 17 ans.
Fin 2004, elle annonce s'être fait poser des implants mammaires qu'elle fait remplacer peu après juillet 2008.
Presley accouche de sa première fille, Jordan, le 11 novembre 2005.
La presse annonce ses fiançailles avec Tyler Durden au mois d'avril 2007. Ils se marient en novembre 2007, 
Presley accouche de sa seconde fille en mai 2007.
En juillet 2008, elle annonce publiquement qu'elle est en instance de divorce d'avec Durden . Elle serait en ménage avec Josh Lehman depuis le mois de septembre de la même année. Elle entend proposer ses anciens implants aux enchères sur eBay. Quatre-vingts pour cent du produit de la vente lui serviraient à financer les frais occasionnés par son divorce. Les vingt pour cent restant iraient à Susan G. Komen for the Cure (en), un institut de recherche sur le cancer.

Elle admet être bisexuelle en disant :

« I love girls, but I have to have a male in my life, »

## Carrière

### L'actrice et la pornographie
Alors que Presley vit en ménage avec un homme qui ne travaille pas, le besoin d'argent la pousse à devenir stripteaseuse. Contrarié, son ami la quitte. Presley dit vouloir se venger en dénichant un agent sur le web et en lui proposant de faire de la pornographie.

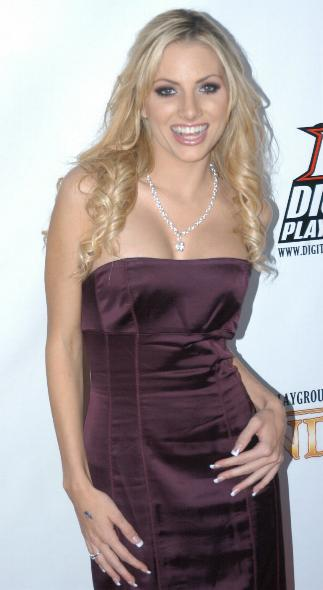
Teagan Presley en 2006.

Elle tourne dans son premier film X, Just Over Eighteen 10 des studios Red Light District Video, en janvier 2004 sous son nom de scène qui est composé du prénom que ses parents voulaient lui donner à l'origine, Teagan, et de Presley en hommage à Lisa Marie Presley.
Elle apparaît dans 70 films au cours des huit mois qui suivent son entrée dans l'industrie pornographique. Beaucoup comportent des scènes anales.
Fin 2004, elle signe un contrat d’exclusivité de trois ans avec le studio Digital Playground et se fait alors poser des implants mammaires.
En 2005, elle participe au tournage du film  Pirates, plus grand budget de l’histoire du X lors de sa sortie.
Après une interruption de deux ans due à la naissance de sa seconde fille, Presley reprend sa carrière d’actrice en 2007 en participant à de nombreux films gonzo produits par les studios Digital Playground, dont elle est devenue l’égérie.
Teagan Presley ouvre un site web et quitte Digital Playground pour fonder ses propres studios avec son mari, l'acteur de films pornographiques Tyler Durden (alias Tyler Wood). L'actrice se plaint que Digital Playground lui interdit de jouer pour les studios qu'elle a nouvellement créés. Ce à quoi, Digital Playground rétorque qu'elle est libre de travailler comme bon lui semble, les avocats s'occupant de mettre un terme à son contrat mais que son nom de Presley appartient aux studios ce qui est réfuté par un représentant des studios. Quoi qu'il en soit, en octobre 2008, Teagan Presley est invitée par Digital Playground à fouler le tapis rouge lors de la première de Pirates II: Stagnetti's Revenge, film produit par les studios.
En septembre 2008, en partenariat avec Rock Star Diversified Entertainment et St Louis Missouri sur l'Internet WAZUPSTL Web Promotions & Design, Presley contribue à créer le premier site de critique de DVD Blu-ray réservés aux adultes, AdultBluReview.com. Presley et d'autres actrices issues de la pornographie critiquent les titres enregistrés en haute définition sur ce support.
Presley et son ami Josh Lehman lancent leur propre studio appelé SkinWorxxx au début de l'année 2009. Leur première production s'intitule The Search for Sun Goddess XXX, . Au mois de novembre de la même année, Presley signe un contrat d'exclusivité pour sa première vidéo avec ces studios : Bree & Teagan.Elle y figure aux côtés de Bree Olson.
En novembre 2017, elle reprend les tournages pornographiques en réalisant une scène pour le studio Brazzers.

### L'actrice et la télévision
Teagan Presley apparaît à la télévision dans des films conventionnels. En 2004, elle fait partie, avec l'actrice de films pornographiques Cytherea, du jury de The Howard Stern Show dont le but est de juger les candidats à l'industrie de la pornographie.
Elle apparaît dans l’épisode 9 de la saison 2 de la série Entourage intitulée I Love You Too en tant que membre de la Pussy Patrol.
Fin 2009, elle participe au premier volume de Girls Kissing de Paul Mallinson, édité par Fabpress. numéro 1 fin 2009[réf. nécessaire].

## Filmographie
La liste détaillée des films de Teagan Presley peut être consultée ici

## Récompenses et nominations
récompenses
XRCO
- 2009 : Best Cumback[26];
- 2006 : Best Epic et Best Release pour son apparition dans Pirates;
- 2004 : Best New Starlet[27];
- 2004 : Teen Cream Dream[27];
- 2004 : Best 3-Way pour Flesh Hunter 7 avec Mark Ashley[27].

Autres
- 2010 : AVN Award : Best All-Girl Group Sex Scene pour Deviance avec Eva Angelina, Sunny Leone & Alexis Texas[28];
- 2010 : AVN Award – Best Solo Sex Scene pour Not the Bradys XXX[28];
- 2010 :XBIZ Award : Female Porn Star of the Year (élue par les auditeurs)[29];
- 2010 : F.A.M.E. Awards pour Hottest Body[30]
- 2009 : AVN Award : Best Solo Sex Scene pour Not Bewitched XXX[31];
- 2009 : F.A.M.E. Award pour Favorite Ass[32];
- 2009 : Exotic Dancer Awards : Adult Movie Feature of the Year[33];
- 2009 : NightMoves [34];
- 2009 : AVN Award : Best All-Girl Sex Scene pour Island Fever 4 (2006) avec Jana Cova, Jesse Jane et Sophia Santi.
- 2009 : F.A.M.E. Award pour Favorite Ass[32];
- 2007 : F.A.M.E. Award pour Favorite Ass[35];
- 2004 : Rog Reviews Critic's Choice Award : Best Newbie
- 2004 : CAVR Award : Starlet of the Year
- 2004 : F.O.X.E. Award : Vixen

nominations
- 2011 : AVN Award – Best All-Girl Group Sex Scene – FemmeCore (Teagan Presley, Monique Alexander, Lisa Ann, Celeste Star, Alexis Ford et Andy San Dimas
- 2009 : AVN Award – Best All-Girl 3-Way Sex Scene pour Roller Dollz (2008)
- 2009 : AVN Award – Best Anal Sex Scene, Oil Overload (2008) avec Mr. Pete
- 2009 : AVN Award – Best Couples Sex Scene, Not Bewitched XXX (2008) avec James Deen
- 2009 : AVN Award – Best Supporting Actress, Not Bewitched XXX (2008)
- 2008 : AVN Award – Best POV Sex Scene, Jack's POV 5 (2006)
- 2008 : AVN Award – Best Tease Performance, Jack's POV 5 (2006)
- 2007 : AVN Award – Best Sex Scene Coupling - Island Fever 4 (2006)
- 2007 : AVN Award – Contract Star of the Year For Digital Playground
- 2005 : AVN Award – Best Threeway Sex Scene, Flesh Hunter 7
- 2005 : AVN Award – Best New Starlet
- 2005 : AVN Award – Best Anal Sex Scene - Weapons of Ass Destruction 3 (2004) avec Mark Ashley

Autres titres honorifiques
- Octobre 2008 : élue Best Feature Dancer (meilleure danseuse) par Nightmoves magazine[36];
- Janvier 2009 : élue « Pet (animal de compagnie) du mois » par le magazine Penthouse[37].